# Barycholos
Barycholos är ett släkte av groddjur. Barycholos ingår i familjen Craugastoridae.
Arten Barycholos pulcher lever i låglandet i Ecuador och Barycholos ternetzi förekommer i sydöstra Brasilien.
Arter enligt Catalogue of Life och Amphibian Species of the World, an Online Reference:
- Barycholos pulcher
- Barycholos ternetzi

## Bildgalleri

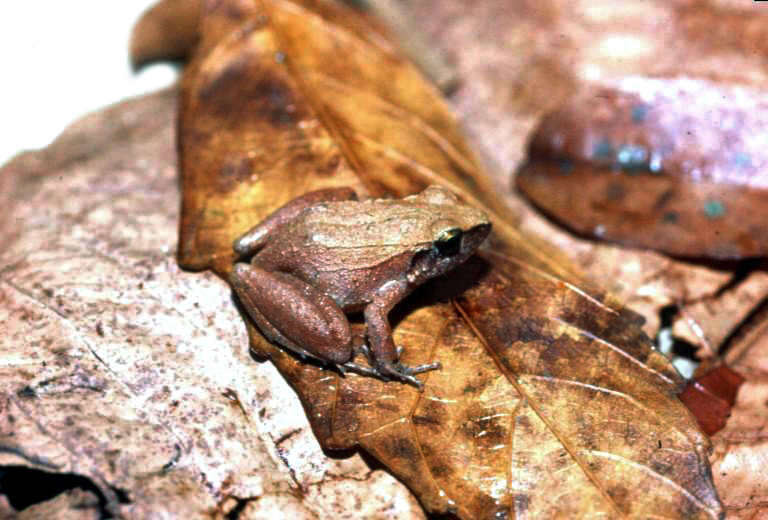